# ぜんぶウソ
『ぜんぶウソ』（ZENBU USO）とは日本テレビで放送されていたお笑いバラエティ番組である。
放送時間は毎週土曜日の24:50 - 25:20。2009年10月3日から12月26日まで放送されていた。当枠は2007年4月より連続ドラマ枠であったが、当番組はコントを主体としたバラエティ番組である。ハイビジョン制作。

## 概要
- オードリー、サンドウィッチマン、鳥居みゆきをメインに据えたフェイクドキュメントバラエティコント番組である。
- 毎週1人の女性タレント（ウォッチャー）が楽屋に置かれたDVDを観ることから番組が始まる。DVDの内容はドキュメンタリータッチであるが、実際は芸人が「どこかにいそうでいない人」を演じたフィクションである。

## 出演
準レギュラー
- オードリー
- サンドウィッチマン
- 鳥居みゆき

ゲスト
- どきどきキャンプ（第3回、第9回）
- U字工事（第4回）
- 竹山隆範（第6回）
- 大久保佳代子（第6回）
- 山田ルイ53世（第7・8回）
- 小沢仁志（第7・8回）
- 斉木しげる（第10回）
- 田村淳（第11・12回）

ウォッチャー
- 矢口真里（第1・2回）
- 西山茉希（第3・4回）
- 加藤夏希（第5・6回）
- 南明奈（第7・8回）
- マリエ（第9・10回）
- 上原美優（第11回）
- 臼田あさ美（第12回）

## ネット局
| 放送対象地域   | 放送局           | 放送日時                 | 備考              |
| -------------- | ---------------- | ------------------------ | ----------------- |
| 関東広域圏     | 日本テレビ       | 土曜 24時50分 - 25時20分 | 制作局            |
| 宮城県         | ミヤギテレビ     | 水曜 24時29分 - 24時59分 | 11日遅れ          |
| 福島県         | 福島中央テレビ   | 水曜 24時29分 - 24時59分 | 11日遅れ          |
| 鹿児島県       | 鹿児島読売テレビ | 木曜 25時08分 - 25時38分 | 12日遅れ          |
| 岩手県         | テレビ岩手       | 金曜 24時30分 - 25時00分 | 13日遅れ          |
| 近畿広域圏     | 読売テレビ       | 水曜 26時14分 - 27時19分 | 隔週で2話ずつ放送 |
| 新潟県         | テレビ新潟       | 水曜 24時59分 - 25時29分 | 98日遅れ          |
| 香川県・岡山県 | 西日本放送       | 水曜 24時59分 - 25時29分 | 約6ヶ月遅れ       |

## スタッフ
- ナレーション：水樹奈々
- 構成：大井洋一、寺田智和
- 演出：安島隆、田口マサキ、塩谷泰孝
- ディレクター：水口健司、中西正太
- コンテンツプロデューサー：堅田真人
- プロデューサー：松本浩明、佐藤俊一
- チーフプロデューサー：松崎聡男
- 企画制作：日本テレビ
- 制作協力：アンメック
- 製作著作：「ぜんぶウソ」製作委員会（D.N.ドリームパートナーズ、VAP）

## DVD
- VOL.1（2009年11月27日）
- VOL.2（2009年12月23日）
- VOL.3（2010年1月27日）
- VOL.4（2010年1月27日）
- VOL.5（2010年2月24日）
- VOL.6（2010年2月24日）最終巻